# Hans Ole Brasen
Hans Ole Brasen, né le 16 janvier 1849 à Hillerød, et mort le 24 février 1930 à Copenhague, est un artiste peintre danois. Il remporte la médaille Eckersberg en 1894.

## Biographie
Hans Ole Brasen naît le 16 janvier 1849 à Hillerød. Son père, Ole Julius Brasen, est marchand à Hillerød, et sa mère, Kamae Elise née Smidt, peint quelques tableaux de fleurs dans sa jeunesse, ce qui donne à son fils sa première idée de l'art. En 1863, il est apprenti chez le maître peintre Ernst Schmiegelow, qui s'intéresse vivement aux talents artistiques de Hans Ole Brasen et -- soutenu par le candidat L. Zinck - l'aide à s'engager sur la voie artistique. 
Il étudie à l'Académie des arts entre 1867 et 1874. Il reçoit le prix Neuhausen en 1875 pour ses Rentrée des oies à la basse-cour.
Hans Ole Brasen expose ses œuvres pour la première fois en 1871,. Il est guidé dans les années suivantes par Eiler Rasmussen Eilersen, avec qui il se rend en Italie en 1876,.
Déjà dans les tableaux que Hans Ole Brasen peints à cette époque, il montre une vision picturale inhabituellement fraîche.
En 1879, il expose une grande toile, Hussards abreuvant leurs chevaux au lever du soleil, qui lui vaut la bourse de voyage de l'Académie. Il part pour l'Italie du Nord mais fait une halte au Tyrol et passe l'hiver à Paris où il étudie avec Léon Bonnat. L'été il retourne au Tyrol, où il peint plusieurs de ses tableaux les plus respectables et les plus aimables. Son coloris semble devenir un peu lourd et sombre pendant son séjour à Paris; il cherche avec succès à y remédier en peignant des aquarelles. 
En 1885, avec le soutien du Det Ancherske Legat, Hans Ole Brasen entreprend un nouveau voyage en Italie.
En 1886, il expose un excellent portrait ; plus tard, il expose plusieurs petits tableaux agréables avec des motifs de paysages de la région de Fredensborg. Il passe plusieurs étés à Sørup, sur la rive sud-est du lac Esrum, où il peint des lavandières.
Il est membre de l'Akademirådet en 1896-1914 et du comité de l'exposition de Charlottenborg en 1908-1911 et à nouveau en 1914-1923. Il reçoit la médaille Eckersberg en 1894.
Hans Ole Brasen meurt le 24 février 1930 à Copenhague. Il est inhumé au cimetière Vestre. 

## Galerie

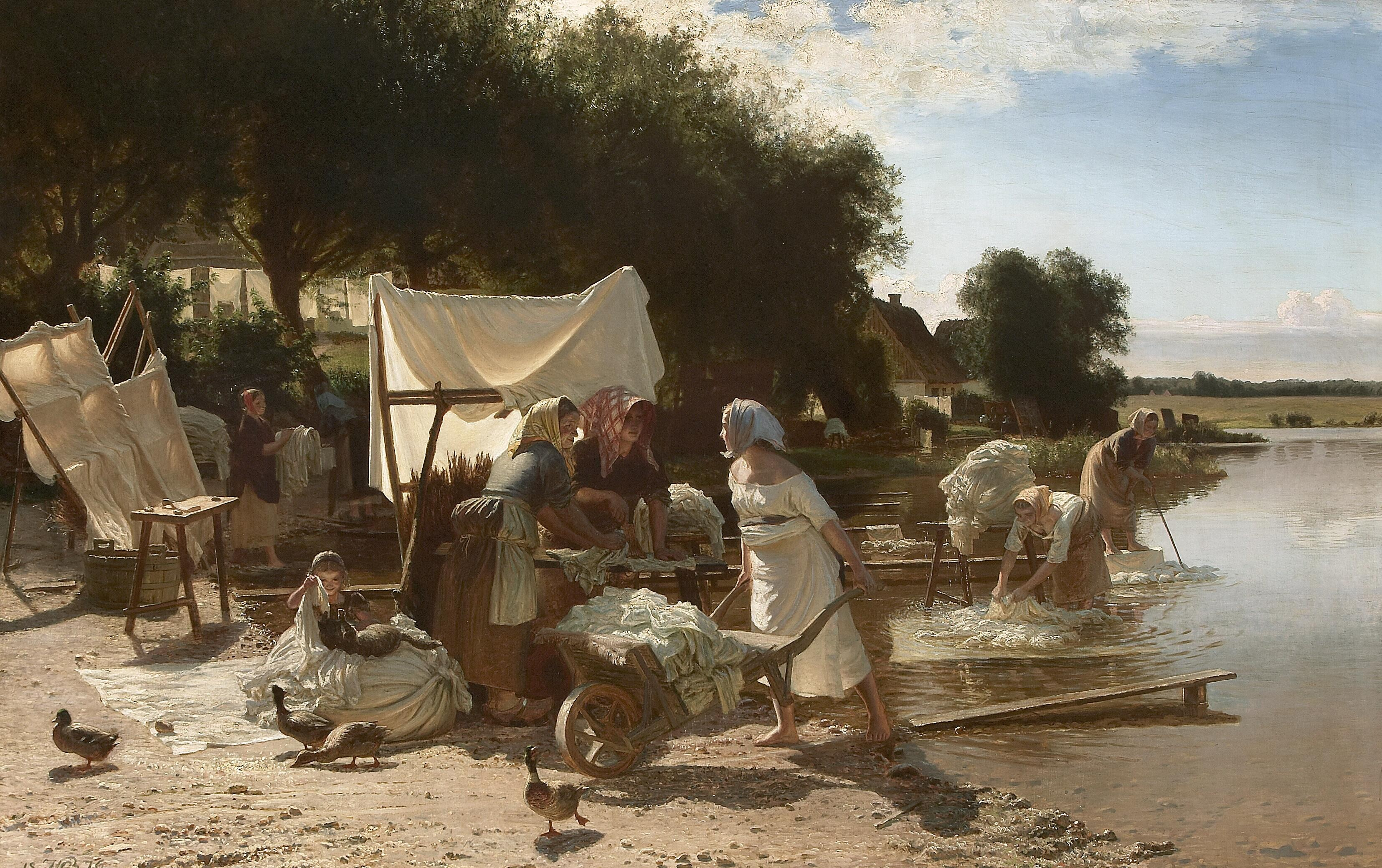
Sørup (1876)
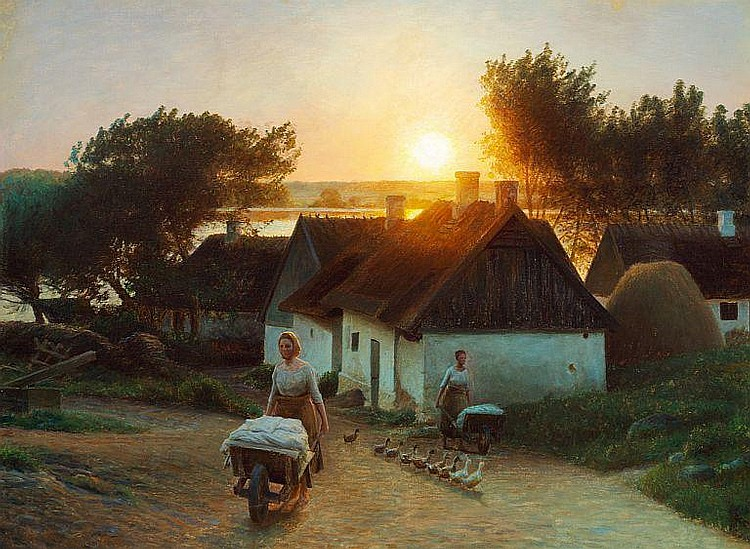
Sørup. Soirée d'été
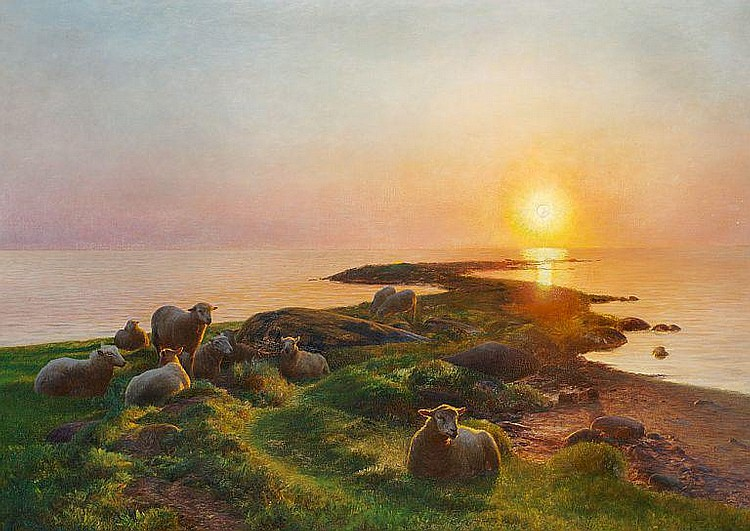
Soirée d'été
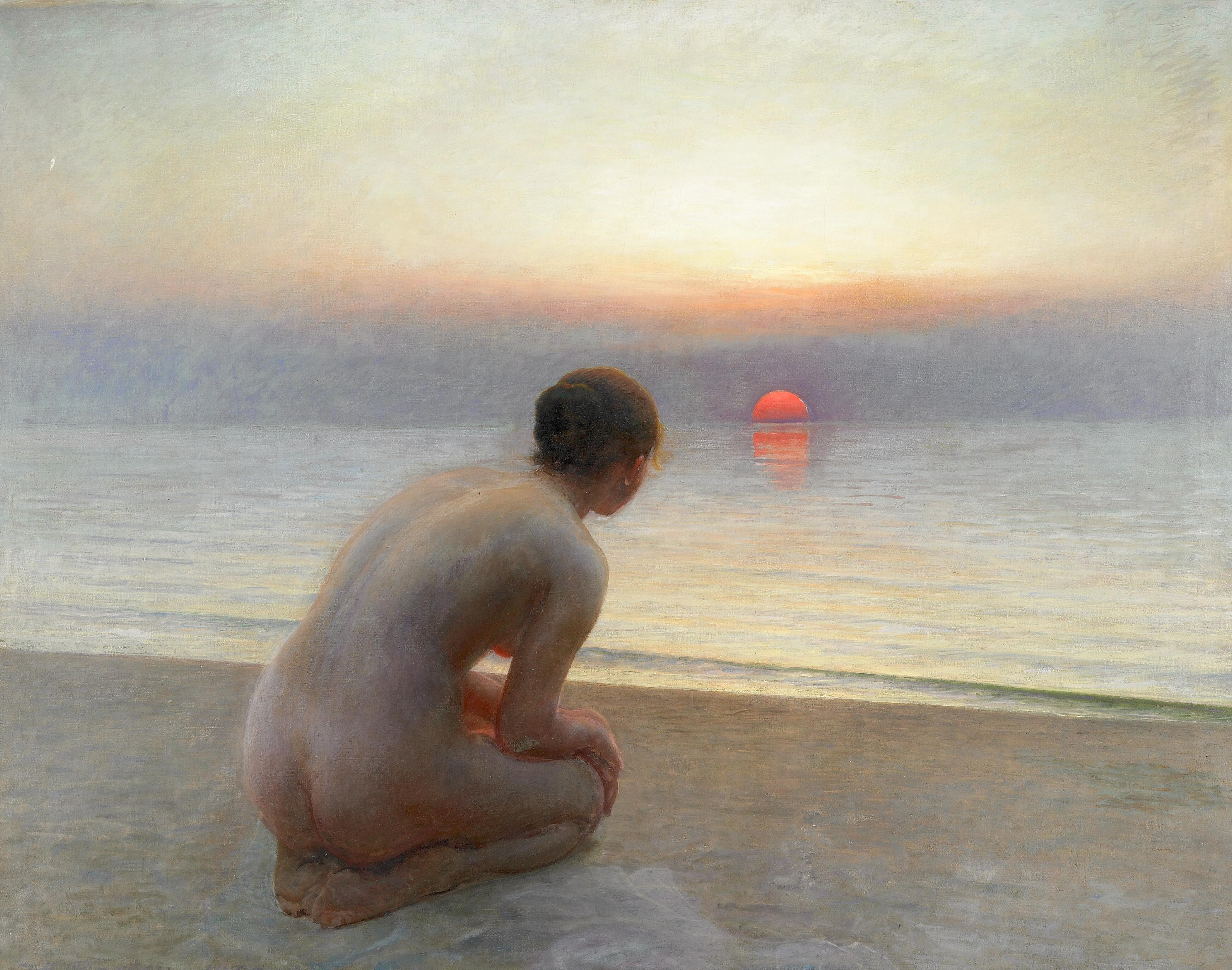
Salutation du matin
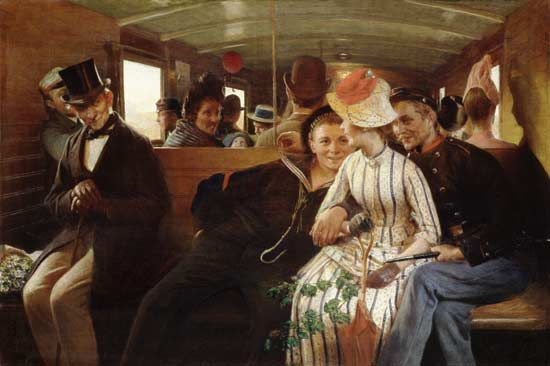
Le compartiment de seconde classe
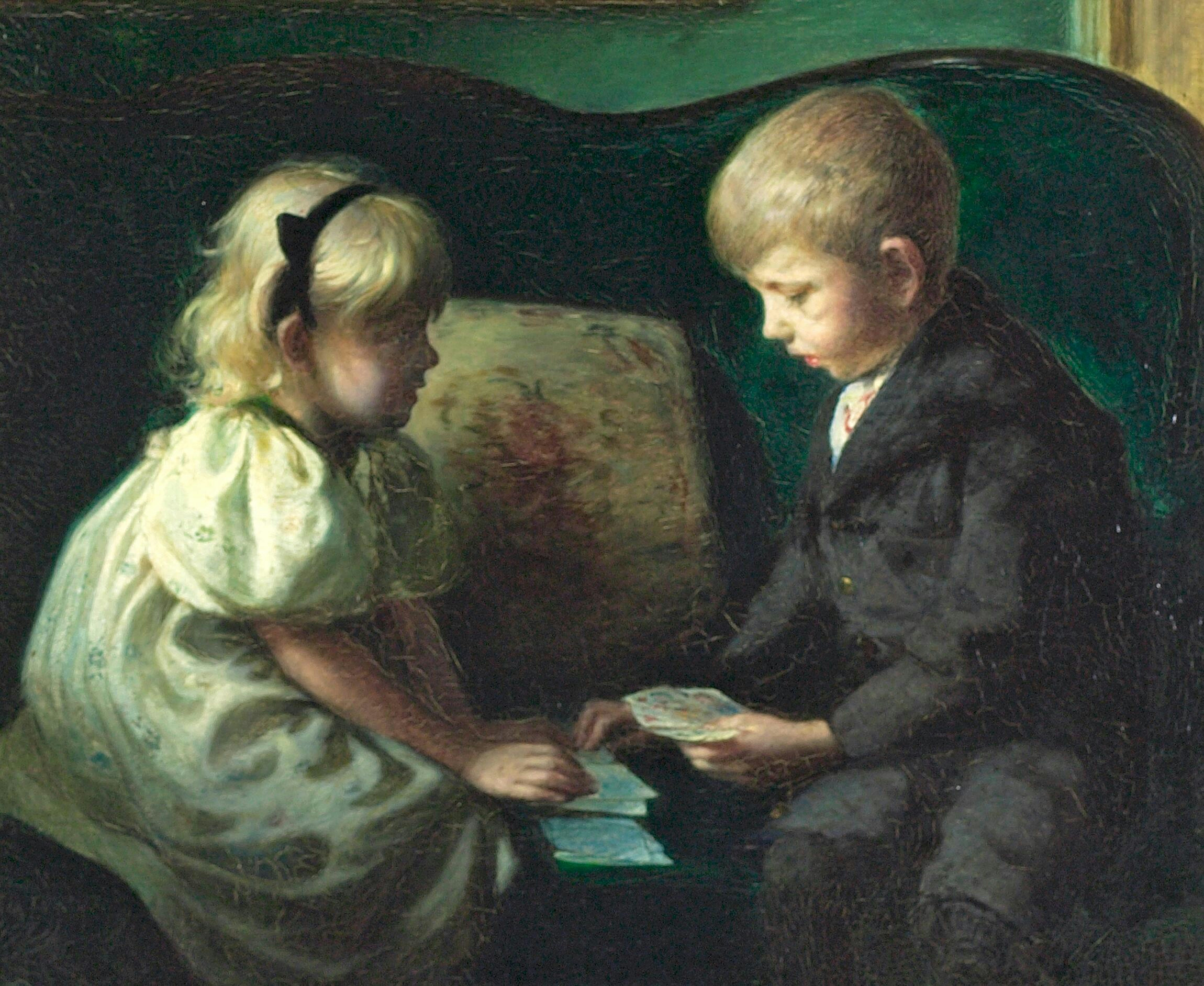
L'orfèvre et concepteur de jouets Kay Bojesen, enfant, jouant aux cartes avec sa sœur Thyra.
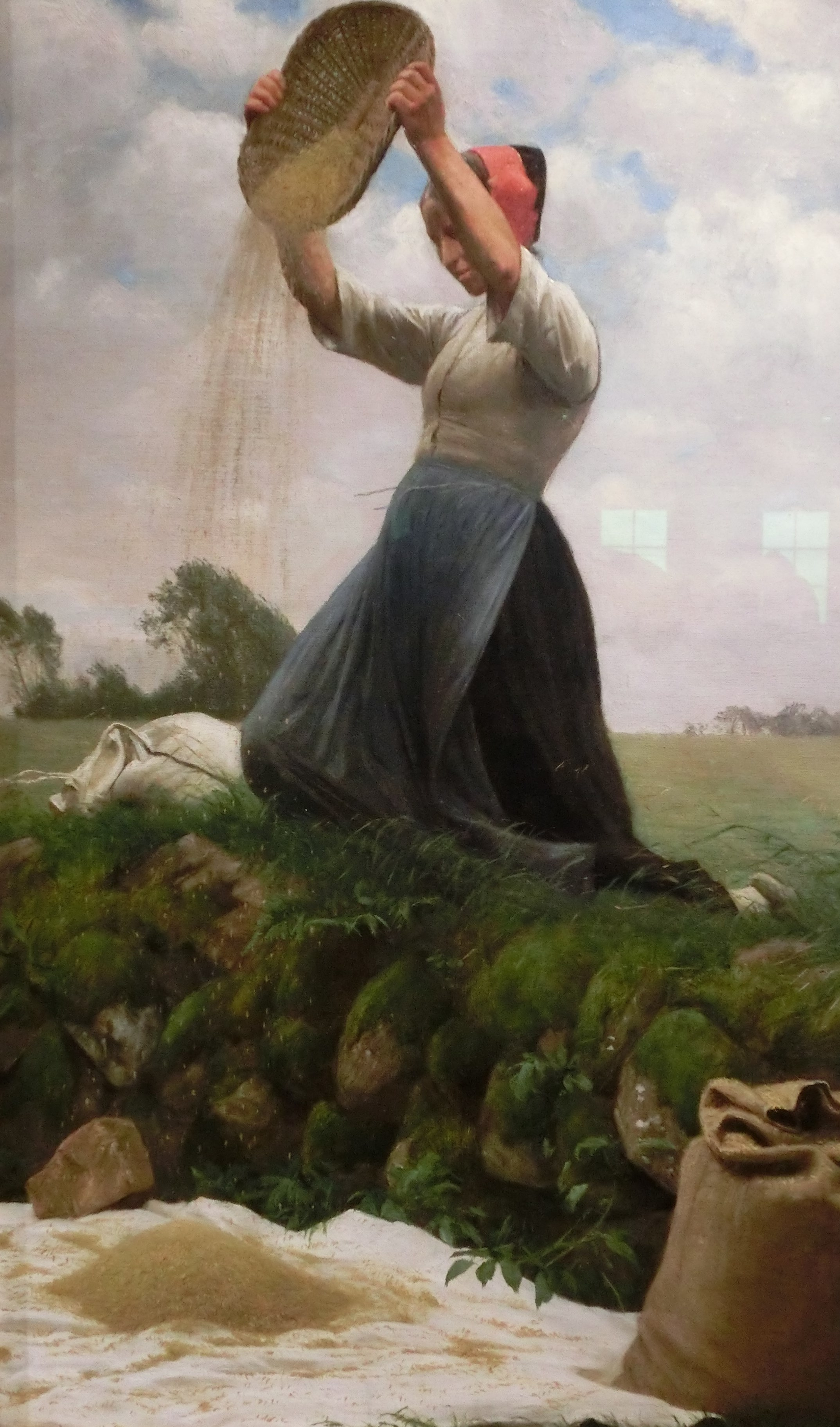
Worfeln (1883).